# Elecciones estatales de San Luis Potosí de 2012
Las elecciones estatales de San Luis Potosí de 2012 tuvieron lugar el domingo 1 de julio de 2012, simultáneamente con las elecciones federales, en ellas se renovaron los siguientes cargos de elección popular de San Luis Potosí:
- 58 Ayuntamientos: compuestos por un Presidente Municipal y regidores, electos para un periodo de tres años no reelegibles de manera inmediata.
- 27 diputados al Congreso del Estado: 15 electos de manera directa por cada uno de los distritos electorales y 12 por un sistema de listas bajo el principio de representación proporcional.

## Resultados electorales

### Resultados federales: presidente
|  | 31.02 % |

|  | 38.33 % |

|  | 23.62 % |

|  | 2.90 % |

|  | 0.05 % |

|  | 4.09 % |

|  | 100.00 % |

#### Ayuntamiento de San Luis Potosí
|  | 43.57 % |

|  | 40.46 % |

|  | 6.79 % |

|  | 2.26 % |

|  | 1.59 % |

|  | 1.50 % |

|  | 0.01 % |

|  | 3.80 % |

|  | 100.00 % |

#### Ayuntamiento de Soledad de Graciano Sánchez
|  | 15.92 % |

|  | 24.43 % |

|  | 56.01 % |

|  | 0.05 % |

|  | 3.58 % |

|  | 100.00 % |

#### Ayuntamiento de Cerro de San Pedro
- María Rosaura Loredo Tenorio  Hecho

#### Ayuntamiento de Aquismon
|  | 45.58 % |

|  | 17.66 % |

|  | 32.04 % |

|  | 0.18 % |

|  | 4.54 % |

|  | 100.00 % |

#### Ayuntamiento de Ahualulco
|  | 30.43 % |

|  | 23.27 % |

|  | 28.87 % |

|  | 13.80 % |

|  | 0.02 % |

|  | 3.61 % |

|  | 100.00 % |

#### Ayuntamiento de Matehuala
- Édgar Morales Pérez†  Hecho

#### Ayuntamiento de Mexquitic de Carmona
- Ramón Ramírez Reyna  Hecho

#### Ayuntamiento de Villa de Reyes
|  | 27.29 % |

|  | 32.04 % |

|  | 1.57 % |

|  | 1.26 % |

|  | 33.95 % |

|  | 0.05 % |

|  | 3.85 % |

|  | 100.00 % |

#### Ayuntamiento de Río Verde
- Alejandro García Martínez  Hecho

#### Ayuntamiento de Real de Catorce
- Héctor Moreno Arriaga  Hecho

#### Ayuntamiento de Ciudad Valles
- Juan José Ortíz Azuara  Hecho

#### Ayuntamiento de Cedral
- Francisco Ezequiel Juárez Rivera  Hecho

#### Ayuntamiento de Huehuetlán
|  | 36.15 % |

|  | 36.41 % |

|  | 17.95 % |

|  | 9.50 % |

|  | 100.00 % |

#### Ayuntamiento de El Naranjo
- Artemio Álvarez de León  Hecho

#### Ayuntamiento de Tamazunchale
|  | 12.66 % |

|  | 25.26 % |

|  | 5.19 % |

|  | 9.57 % |

|  | 38.76 % |

|  | 0.16 % |

|  | 8.39 % |

|  | 100.00 % |

#### Ayuntamiento de Axtla de Terrazas
- Bonifacio Argüelles García  Hecho

#### Ayuntamiento de Xilitla
- Gerardo Edén Aguilar Sánchez  Hecho

#### Ayuntamiento de Matlapa
- César Torres Mendoza  Hecho